# Auguste Serrurier
Auguste Serrurier (n. 25 martie 1857, Denain, Nord-Pas-de-Calais, Franța – d. 21 martie 1924, Denain, Nord-Pas-de-Calais, Franța) a fost un arcaș ce a reprezentat Franța, medaliat olimpic. A participat la o ediție a Jocurilor Olimpice (1900) în care a câștigat o medalie de argint.

## Participări
Lista de mai jos prezintă principalele competiții la care a participat Auguste Serrurier de-a lungul carierei.
- archery at the 1900 Summer Olympics – sur la perche à la pyramide[*]